# Anton Kerner von Marilaun
assinatura
Vista da sepultura.

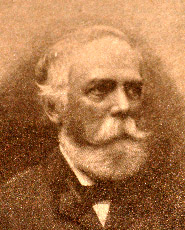
Anton Kerner von Marilaun

Anton Kerner Ritter von Marilaun ou Anton Joseph Kerner, (12 de Novembro de 1831 – 1898) foi um botânico austríaco e professor da Universidade de Viena.
Kerner nasceu em Mautern, na Baixa Áustria e estudou medicina em Viena, seguido de educação em história natural, tendo efectuado estudos de fitossociologia na Europa Central. Em 1858 Kerner foi indicado professor de botânica no Instituto Politécnico em Buda, e depois em 1860, foi indicado professor de história natural na Universidade de Innsbruck. Demitiu-se desta última posição em 1878 para se tornar a seguir professor de botânica sistemática na Universidade de Viena, e curador no Jardim Botânico da Universidade de Viena.
Kerner foi particularmente activo nos campos de fitogeografia e fitossociologia. Faleceu em 1898, em Viena, com a idade de 67 anos.

## Publicações
- Das Pflanzenleben der Donauländer (The Background of Plant Ecology, translated by Henry S. Conard, 1951), Innsbruck, 1863.
- Die Kultur der Alpenflanzen, 1864.
- Die botanischen Gärten, 1874.
- Vegetationsverhältnisse des mittlern und östlichen Ungarn und Siebenbürgen, Innsbruck, 1875.
- von Marilaun, Anton Kerner (junho de 1895). The natural history of plants, their forms, growth, reproduction, and distribution', trans. FW Oliver et al. from Pflanzenleben, 1890-1891. New York: Holt. p. 4: 603. Consultado em 5 de fevereiro de 2014 Ver também versão HTML